# Quyang

Localização da cidade de Quyang.

O xian de Quyang (chinês tradicional: 曲陽縣, chinês simplificado: 曲阳县, pinyin: Qūyáng Xiàn) é uma divisão administrativa da província de Baoding, Hebei, China. Encontra-se sob jurisdição de prefeitura com nível de cidade de Baoding. O município é conhecido pelas suas esculturas de pedra, muitas das quais foram exportadas para o estrangeiro. O Templo Beiyue está localizado nesta cidade Quyang.